# Пластина для губы

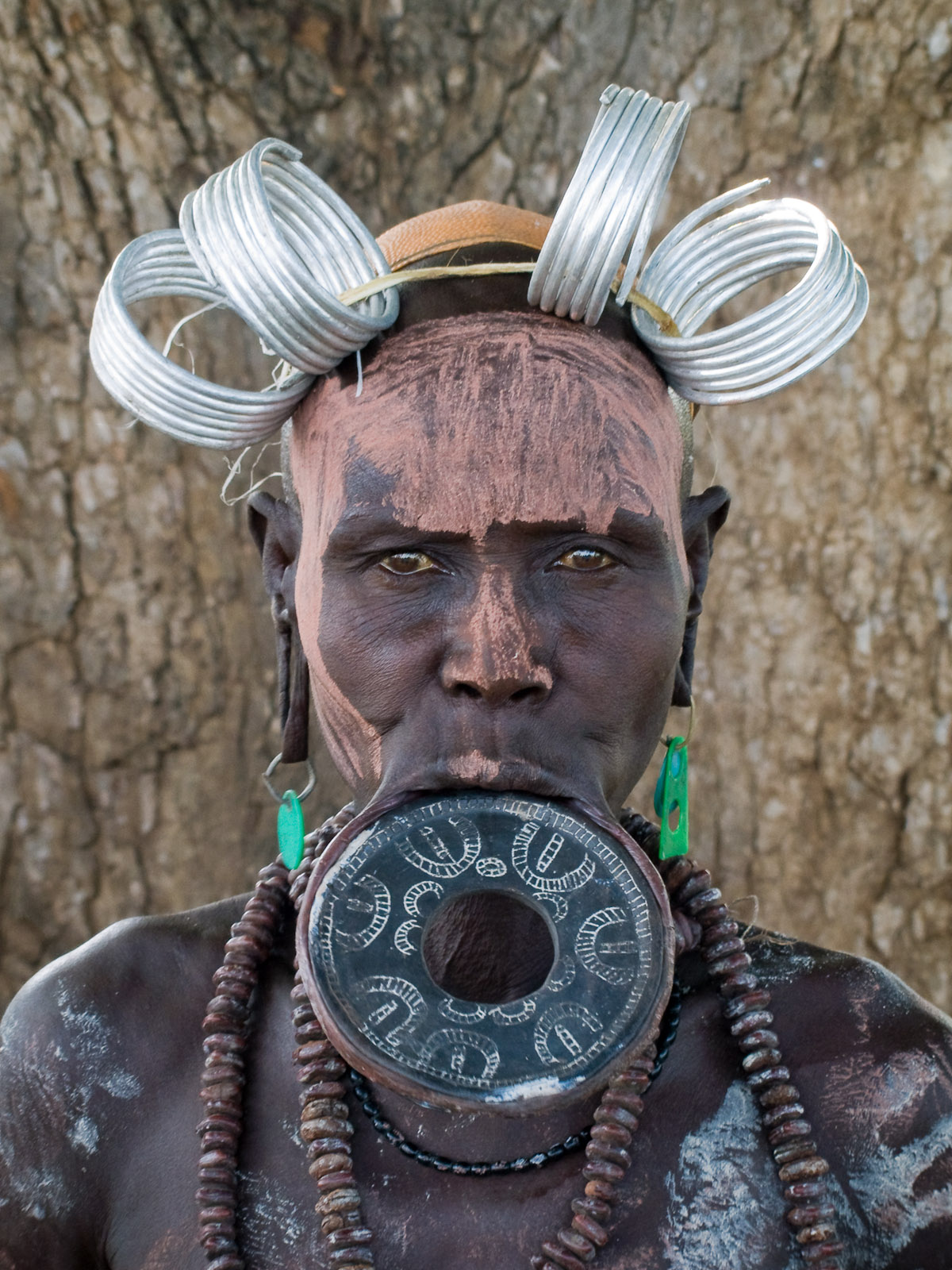
Женщина народности мурси с тарелкой в губе

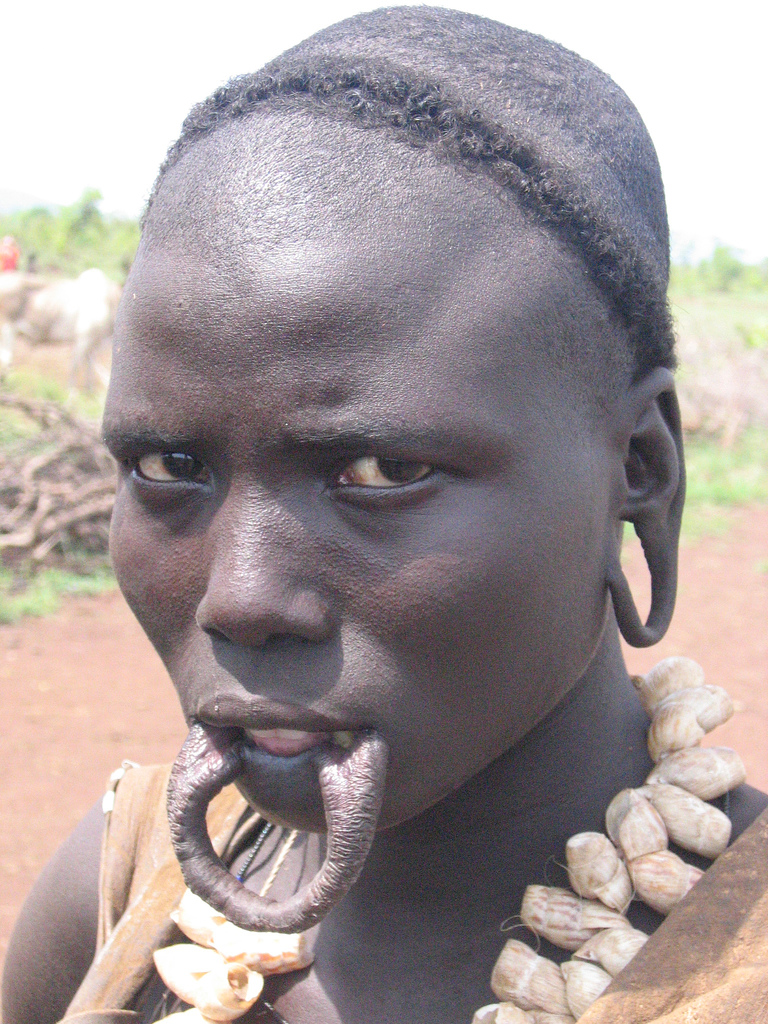
Женщина мурси без губной тарелки

Пластина для губы (англ. lip plate) — это пирсинг губы или само украшение (плаг). Такая модификация получается путём растяжения разрыва (прокола, отверстия) кожно-мышечных тканей губы, в том числе при помощи тоннелей (плагов).

## История
Растяжения губ появились ещё в далекой древности, особой популярностью пользуется нижняя губа. До сих пор существуют племена и народы, которые придерживаются своей старой традиции (растяжение губ) и относятся к этому вполне серьёзно и с уважением, например такие народы как Suya (Бразилия), ботокудо (Бразилия), нсара (Африка), мурси (Африка), лоби и т. д. В подобных племенах люди растягивают себе губы практически с младенчества и до самой старости, поэтому их губы могут достигать огромных размеров.

## Растяжение
Губы можно тянуть практически бесконечно, так как губы очень сильно отличаются от тканей других частей тела, способных к такому растяжению. Диаметр отверстий в губах, и соответственно размер губ может достигать 400 мм и более. При этом чувствительность губ сохраняется всё так же по всей её поверхности даже при огромных размерах.